# الفقر في الولايات المتحدة

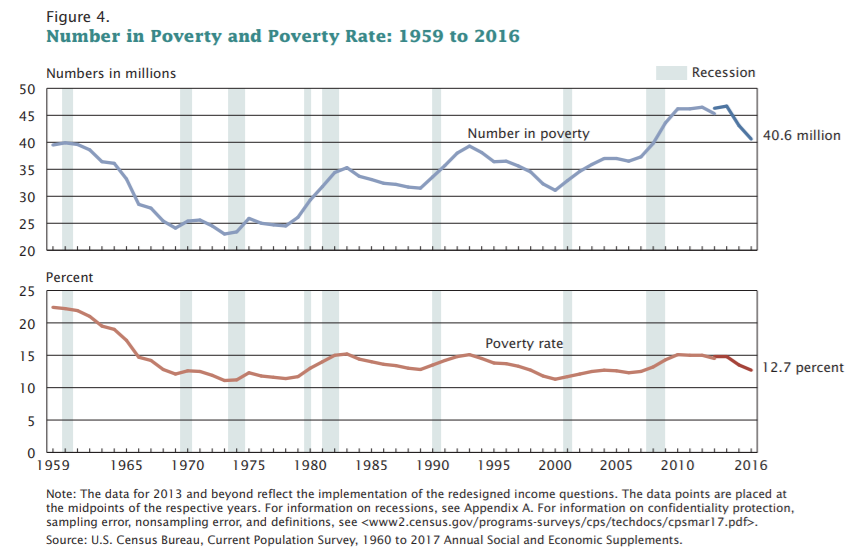
معدلات الفقر من 1959 حتى 2015 في الولايات المتحدة.

يشير مصطلح الفقر في الولايات المتحدة الأمريكية إلى الأشخاص الذين يفتقرون إلى الدخل الكافي أو الممتلكات المادية اللازمة للوفاء باحتياجاتهم. على الرغم من كون الولايات المتحدة دولة ثرية نسبيًا وفقًا للمعايير الدولية، لطالما كان الفقر موجودًا باستمرار في جميع أنحاء الولايات المتحدة، رغم الجهود المبذولة للتخفيف منه مثل تشريعات عصر الصفقة الجديدة خلال فترة الكساد الكبير، والحرب الوطنية على الفقر في 1960، وجهود التخفيف من حدة الفقر خلال الركود الكبير في 2008.
تستخدم الحكومة الفيدرالية الأمريكية إجراءين لقياس الفقر: عتبات الفقر التي حددها مكتب تعداد الولايات المتحدة والتي تستخدم للأغراض الإحصائية، وإرشادات الفقر الصادرة عن وزارة الصحة والخدمات البشرية، والتي تُستخدم لأغراض إدارية. تتكون عتبات الفقر التي تُعرف الفقر على أنه نقص في السلع والخدمات التي عادة ما يعتبرها أفراد المجتمع العاديين أمرًا مسلمًا به، من مستويات الدخل. بينما تعد إرشادات الفقر إرشادات أبسط تُستخدم لتحديد الأهلية للحصول على المعونة من البرامج الفيدرالية مثل هيد ستارت (الأسبقية) وطوابع الطعام.
انخفضت النسبة المئوية للأمريكيين الذين يعيشون في فقر وفقًا لتقييم أجراه مكتب تعداد الولايات المتحدة في عام 2018 إلى أدنى مستوياتها منذ كساد عام 2008 وبلغت 11.8% (~ 38.1 مليون شخص).

## خلفية تاريخية

### العصر التقدمي

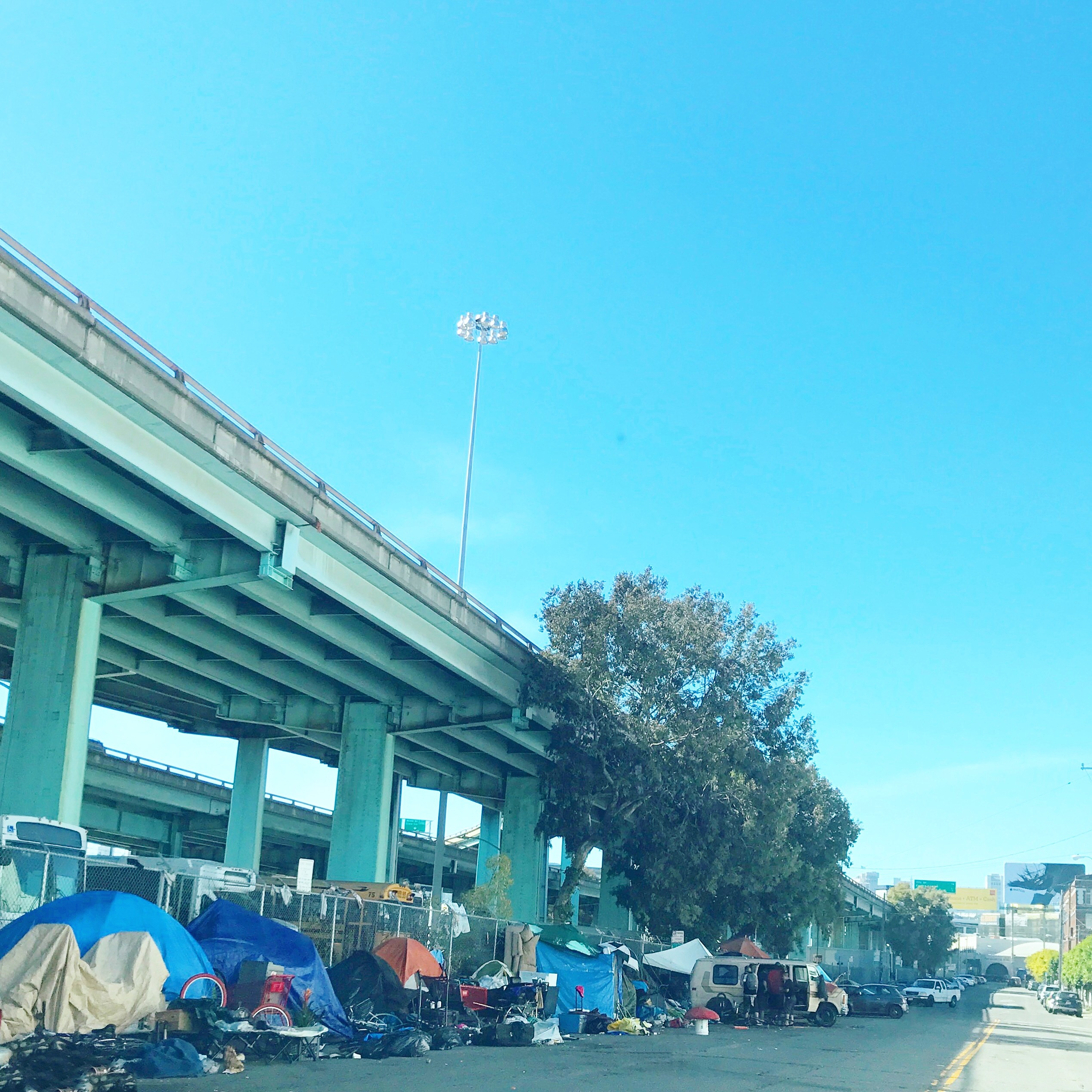
الناس بلا مأوى في سان فرانسيسكو، في الولايات المتحدة

نشأ الاهتمام العام بكيفية حدوث الفقر حتى في وقت التقدم الاقتصادي في القرن التاسع عشر بفضل كتاب هنري جورج الصادر في عام 1873 «التقدم والفقر» بالتزامن مع صعود الحركة التقدمية. بدأ المسح الاجتماعي التقدمي الأمريكي بنشر خرائط وأوراق هال هاوس في عام 1895. تضمنت هذه الدراسة مقالات وخرائط جمعتها فلورنس كيلي وزملاؤها العاملين في هال هاوس وموظفو وزارة العمل بالولايات المتحدة. وركزت على دراسة ظروف الأحياء الفقيرة في شيكاغو، وكان منها أربع خرائط مرمزة بالألوان حسب الجنسية ومستوى الدخل، والتي استندت إلى العمل الرائد السابق لتشارلز بوث «الحياة والعمل للناس في لندن».
وثّق مُصلح اجتماعي آخر اسمه جاكوب ريس الظروف المعيشية لمساكن نيويورك والأحياء الفقيرة في عمله الصادر فيعام 1890 «كيف يعيش النصف الآخر».

### الكساد الكبير
تتألف مجموعة كبيرة من المعرضين للفقر بشكل خاص من المزارعين بالعمولة الفقراء والمزارعين المستأجرين في الجنوب. يشكل هؤلاء المزارعون نحو ربع سكان الجنوب، وأكثر من ثلث هؤلاء من الأفارقة الأمريكيين. يشير المؤرخ جيمس ت. باترسون إلى هؤلاء الأشخاص على أنهم «الفقراء القدامى»، على عكس «الفقراء الجدد» الذين ظهروا بعد بداية الكساد الكبير.
لم تقدم الحكومة أي تأمين ضد البطالة أثناء فترة الكساد، وبالتالي أصبح الأشخاص الذين فقدوا وظائفهم في حالة فقر مباشرة. عاش الأشخاص الذين فقدوا وظائفهم أو منازلهم في مدن الصفيح أو هوفرفيل. صُممت العديد من برامج الصفقة الجديدة لزيادة فرص العمل والحد من الفقر. ركزت إدارة الإغاثة الطارئة الفيدرالية على وجه التحديد على خلق فرص عمل للتخفيف من حدة الفقر. كانت الوظائف أكثر تكلفة من المدفوعات النقدية المباشرة (التي تسمى «الإعانات الحكومية»)، ولكنها كانت أكثر إفادة من الناحية النفسية للعاطلين عن العمل الذين أرادوا أي نوع من العمل لرفع روحهم المعنوية. وشملت مبادرات الصفقة الجديدة الأخرى التي تهدف إلى خلق فرص العمل والرفاه سلك الخدمة المدنية وإدارة الأشغال العامة. كما كانت مؤسسة الضمان الاجتماعي من أكبر العوامل التي ساعدت على الحد من الفقر.

### الحرب على الفقر
ساعد بعض العوامل على بدء الحرب الوطنية على الفقر في الستينيات. ففي عام 1962، ساعد كتاب مايكل هارينغتون «أمريكا الأخرى» على زيادة النقاش العام والوعي بقضية الفقر. اشتملت الحرب على الفقر على توسيع دور الحكومة الفيدرالية في التعليم والرعاية الصحية كاستراتيجيات للحد من الفقر، وأدار مكتب الفرص الاقتصادية المنشأ حديثًا وقتها العديد من برامجها. تزامنت الحرب على الفقر مع نسخ إحصائية أكثر منهجية ودقة لدراسة الفقر. ولم يُتبني المقياس الإحصائي الأمريكي «الرسمي» للفقر إلا في عام 1969.

### القرن الحادي والعشرين

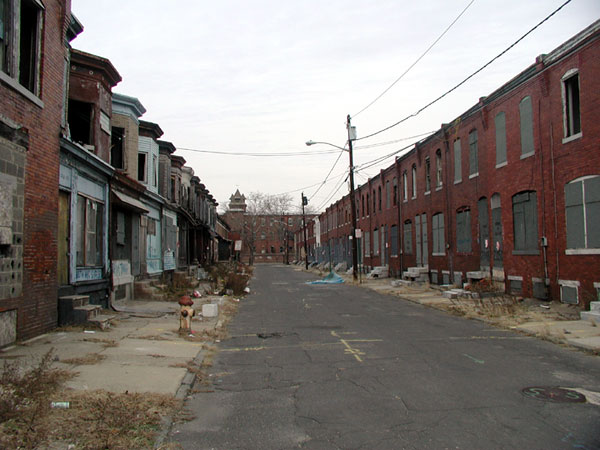
كامدن، نيو جيرسي هي واحدة من أفقر المدن في الولايات المتحدة.

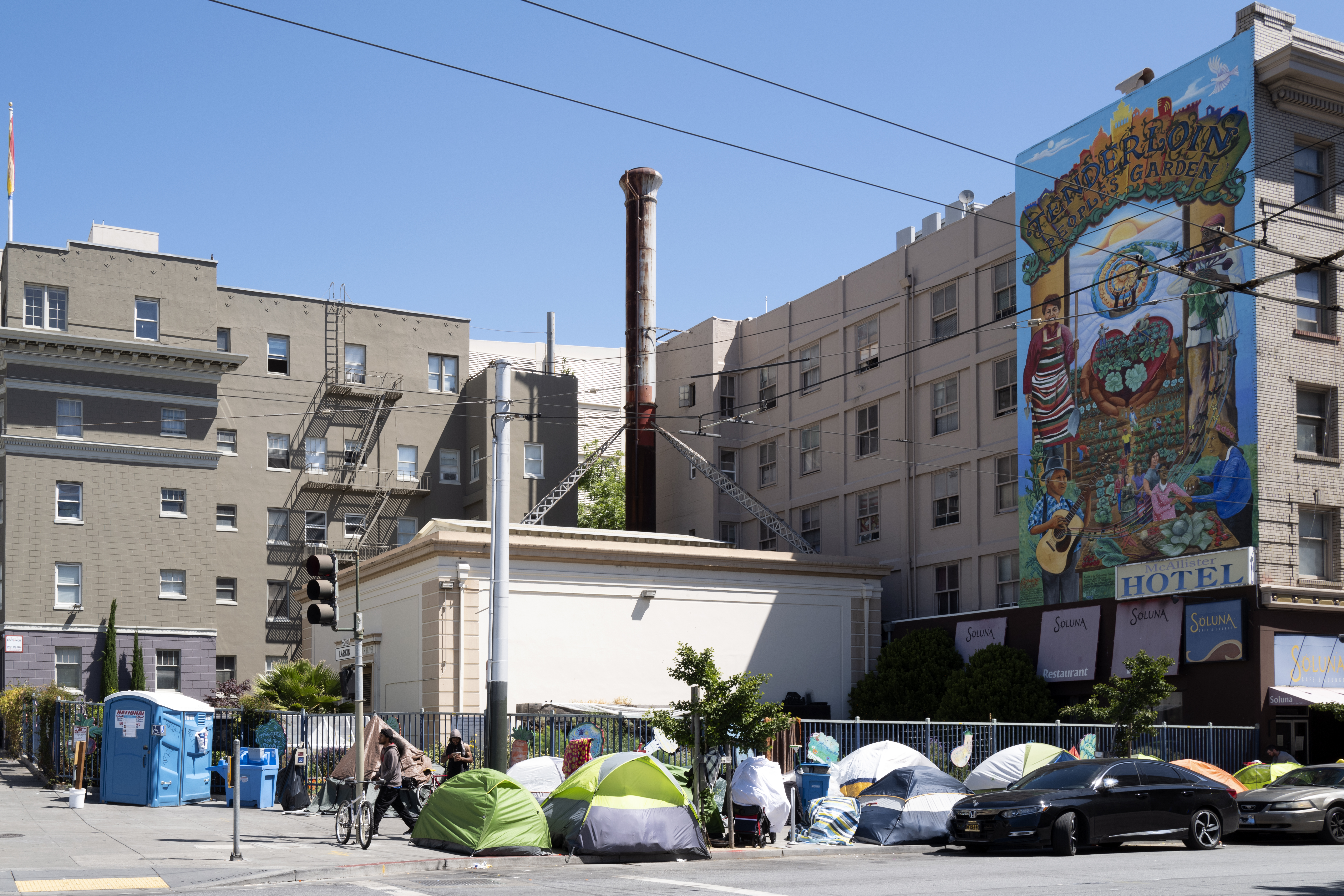
خيام المشردين في سان فرانسيسكو، كاليفورنيا، مايو 2020

ساعد الكساد الكبير على زيادة مستويات الفقر مرة أخرى في القرن الحادي والعشرين. اعتبارًا من عام 2009 ، اقترب عدد الأشخاص الذين يعانون من الفقر من مستويات الستينيات التي أدت إلى الحرب الوطنية على الفقر. تُظهر بيانات تعداد عام 2010 أن نصف السكان يعتبرون من الفقراء أو ذوي الدخل المنخفض، حيث يعيش واحد من كل خمسة آلاف فرد من جيل الألفية في فقر. يفترض المساهمون الأكاديميون في دليل روتليدج للفقر في الولايات المتحدة ظهور أشكال جديدة ومتطرفة من الفقر في الولايات المتحدة نتيجة لسياسات التكيف الهيكلي النيوليبرالي والعولمة التي جعلت المجتمعات المهمشة اقتصاديًا تمتلك «فائضًا من السكان» الفقراء الذين يجب السيطرة عليهم وعقابهم.
أكدت العديد من الهيئات الدولية على قضايا الفقر التي تواجهها الولايات المتحدة. صنف تقرير لليونيسف لعام 2013 الولايات المتحدة كثاني أعلى معدل لفقر الأطفال النسبي في الدول المتقدمة. وبداية من يونيو 2016، حذر صندوق النقد الدولي الولايات المتحدة من أن معدل الفقر المرتفع يجب معالجته على وجه السرعة من خلال رفع الحد الأدنى للأجور وتقديم إجازة أمومة مدفوعة الأجر للنساء لتشجيعهن على دخول سوق العمل.
في ديسمبر 2017، أجرى المقرر الخاص للأمم المتحدة المعني بالفقر المدقع وحقوق الإنسان فيليب ألستون، تحقيقًا لمدة أسبوعين حول آثار الفقر الشامل في الولايات المتحدة، وأدان بشدة «الثروة الخاصة والبؤس العام»، معلنًا أن ولاية ألاباما تمتلك «أسوأ معدل فقر في العالم المتقدم». صدر تقرير ألستون في مايو 2018 وأبرز التقرير أن 40 مليون شخص يعيشون في فقر، وأن أكثر من خمسة ملايين يعيشون «في ظروف العالم الثالث».

## قياس الفقر
تستخدم الحكومة الفيدرالية الأمريكية العديد من الآليات لقياس الفقر. يصدر مكتب التعداد عتبات الفقر والتي تُستخدم عمومًا لأغراض إحصائية؛ مثل تقدير عدد الأشخاص الذين يعانون من الفقر على مستوى الدولة سنويًا وتصنيفهم حسب نوع الإقامة والعرق وغير ذلك من العوامل الاجتماعية والاقتصادية و الخصائص الديموغرافية. كما تُصدر وزارة الصحة والخدمات الإنسانية إرشادات الفقر لأغراض إدارية؛ مثل تحديد ما إذا كان شخص أو أسرة ما مؤهلة للحصول على المعونة من خلال برامج اتحادية مختلفة. تُحدث عتبات الفقر وإرشادات الفقر بشكل سنوي. بدأ مكتب التعداد في الآونة الأخيرة في استخدام مقياس الفقر التكميلي كإحصائية إضافية لقياس الفقر وإكمال الآليات المستخدمة بالفعل.

### عتبات الفقر
نبعت عتبات الفقر من العمل الذي قامت به مولي أورشانسكي الاقتصادية الأمريكية التي تعمل في إدارة الضمان الاجتماعي. قدمت أورشانسكي عتبات الفقر في مقال في نشرة الضمان الاجتماعي لعام 1963 بعنوان «أطفال الفقراء».
استندت عتبات أورشانسكي على العمل الذي قامت به مع خطة الغذاء الاقتصادي أثناء عملها في وزارة الزراعة الأمريكية. وفقًا لمسح وزارة الزراعة الأمريكية لعام 1955 لاستهلاك الغذاء المنزلي، أنفقت العائلات المكونة من ثلاثة أشخاص أو أكثر ثلث دخلها بعد الضرائب على الطعام. تُحدد عتبات الفقر بالنسبة لهذه الأسر بقيمة ثلاثة أضعاف تكلفة خطة الغذاء الاقتصادي. استُخدمت إجراءات مختلفة لحساب عتبات الفقر للأسر المكونة من شخصين والأشخاص الذين يعيشون بمفردهم.

## الجوع في الولايات المتحدة
الجوع في الولايات المتحدة هو موضوع يؤثر على ملايين الأمريكيين،  بما في ذلك البعض من الطبقة المتوسطة،  أو الذين يعيشون في منازل حيث يعمل جميع البالغين. ووجدت الأبحاث التي أجرتها وزارة الزراعة الأمريكية أن 14.9٪ من الأسر الأمريكية تعاني من انعدام الأمن الغذائي خلال عام 2011 على الأقل، ويعاني 5.7٪ من انخفاض مستوى الأمن الغذائي.

### انعدام الأمن الغذائي

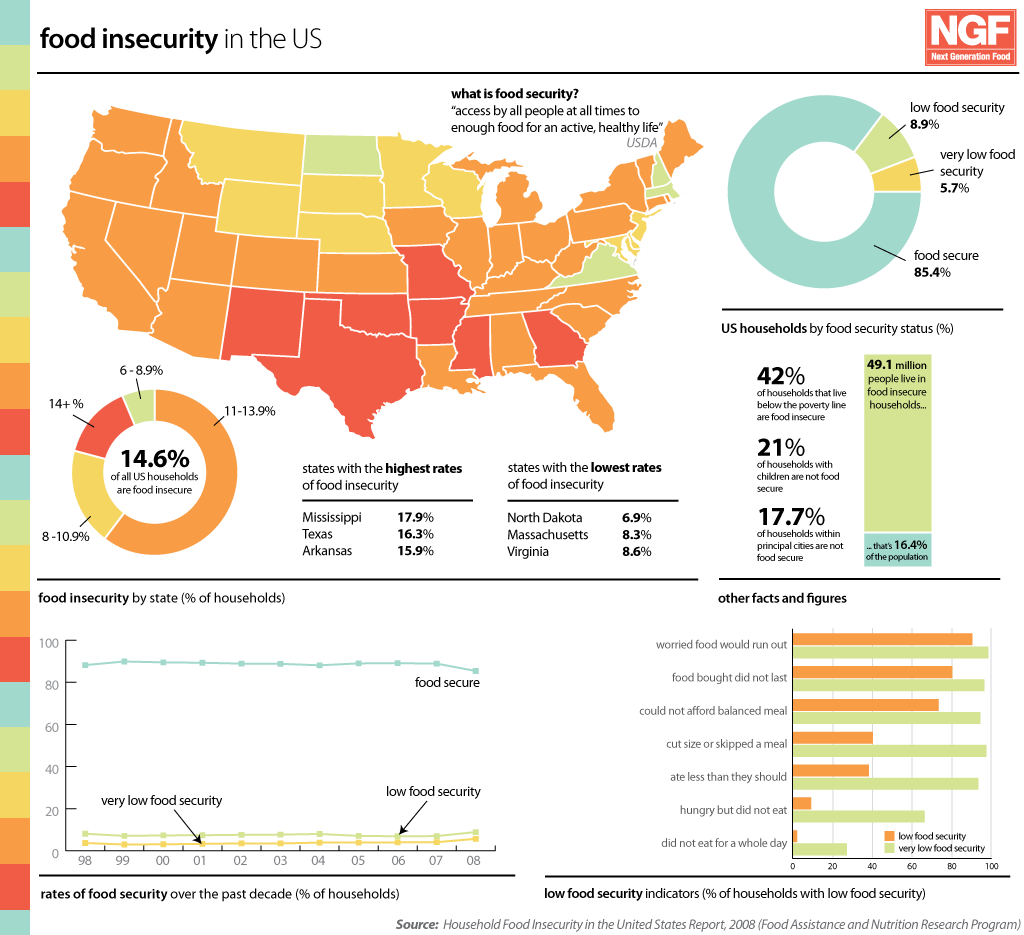
رسم بياني عن انعدام الأمن الغذائي في الولايات المتحدة

يتم تعريف انعدام الأمن الغذائي على مستوى الأسرة، بعدم وجود الغذاء الكافي لأي فرد من أفراد الأسرة بسبب الموارد المالية. والخطوة بعد ذلك هي انخفاض الأمن الغذائي للغاية، وهو وجود ستة (للأسر التي ليس لديها أطفال) إلى ثمانية (للأسر التي لديها أطفال) أو المزيد من حالات انعدام الأمن الغذائي في وزارة الزراعة الأمريكية، مسح مكملات الأمن الغذائي. إن كون الأمن الغذائي منخفضًا للغاية يعني أن أفراد الأسرة يعطلون تناولهم للطعام لأسباب مالية.
هذه الحالات كثيرة: القلق بشأن نفاد الطعام، أو عدم صلاحية الطعام الذي تم شراؤه، أو الافتقار إلى نظام غذائي متوازن، أو تقليل البالغين من أحجام الوجبات أو الامتناع عن تناول الوجبات تمامًا، أو تناول كميات أقل مما يشعرون أنه ينبغي عليهم تناوله، أو الشعور بالجوع وعدم تناول الطعام. خسارة الوزن غير المقصودة، عدم تناول الطعام طوال أيام (متكررة)، وذلك لأسباب مالية. ويرتبط انعدام الأمن الغذائي ارتباطا وثيقا بالفقر ولكنه لا يستبعد الآخر. لا يوجد انعدام الأمن الغذائي بمعزل عن الآخر، فهو مجرد جانب فردي من العوامل المتعددة للمحددات الاجتماعية المتعلقة بالصحة.

## السلالة والعرق
بحث أجرته جامعة واشنطن في سانت لويس حول انعدام الأمن الغذائي حسب العرق: مجموعات الأقليات أكثر تأثراً بالجوع من سكان القوقاز في الولايات المتحدة. البيض 11.5٪ والأمريكيون الأفارقة 22.98٪ والهنود الأمريكيون 16.67٪ والأسبان 26.66٪.
تغذية أمريكا:
تلقى 29 ٪ من جميع الأطفال من أصل إسباني و 38 ٪ من جميع الأطفال الأمريكيين من أصل أفريقي مساعدة غذائية طارئة في عام 2010. تلقى الأطفال البيض أكثر من نصف المساعدات الغذائية الطارئة وحصل 11٪ منهم على مساعدات. ومع ذلك ، تتلقى العائلات من أصل إسباني مساعدة أقل من هذا البرنامج.

### السود
بمقارنة معدل الفقر وانعدام الأمن الغذائي بين السود والبيض: 9٪ من الأفارقة يعيشون في فقر مدقع. بحيث أن 10 مدن بها أعلى معدل لانعدام الأمن الغذائي في البلاد هي 60٪ على الأقل من الأمريكيين الأفارقة. "توجد سبع مقاطعات من أصل عشرة في ولاية ميسيسيبي" ، وهذا يدل على التقاطع الاجتماعي والاقتصادي والعرقي لإظهار أكبر انعدام للأمن الغذائي.

### الأمريكيون الأصليون
غالبًا ما يعاني الأمريكيون الأصليون من معدلات انعدام الأمن الغذائي أعلى من أي مجموعة عرقية أخرى في أمريكا. في دراسة قيمت مستويات انعدام الأمن الغذائي بين البيض والآسيويين والسود والأسبان والأمريكيين الأصليين: أفادت التقارير أن الأمريكيين الأصليين هم أكثر السكان عرضة للخطر على مدى فترة 10 سنوات بين 2000-2010. أفادت مجموعات انعدام الأمن الغذائي أن 20 إلى 30 في المائة من العائلات تعاني من هذا النوع من انعدام الأمن ، وأكبر الأسباب هي ارتفاع تكاليف الغذاء ، وعدم الحصول على وظائف ذات رواتب جيدة ، وقابلية التعرض لمشاكل الصحة و / أو الصحة العقلية المرتبطة بالسمنة.

### الإسبانية / اللاتينية
في عام 2020 ، بسبب Covid-19 ، تم تحديد 19 ٪ من جميع اللاتينيين في الولايات المتحدة على أنهم يعانون من انعدام الأمن الغذائي. تعاني العائلات من أصل إسباني / لاتيني في الولايات المتحدة من ضعف معدل انعدام الأمن الغذائي تقريبًا مقارنة بالعائلات البيضاء غير الإسبانية / اللاتينية ، وتُظهر الأبحاث المتكررة أن خطر انعدام الأمن الغذائي أعلى بين عائلات المهاجرين وأطفال غير المواطنين.

## الكساد الكبير
وتتألف مجموعة معرضة بشكل خاص للفقر من المزارعين الفقراء والمزارعين المستأجرين في الجنوب. كان هؤلاء المزارعون يتألفون من حوالي ربع سكان الجنوب ، وكان أكثر من ثلث هؤلاء من الأمريكيين الأفارقة. يشير المؤرخ جيمس تي باترسون إلى هؤلاء الناس على أنهم "الفقر القديم" ، في مقابل "الفقر الجديد" الذي ظهر بعد بداية الكساد الكبير.
خلال فترة الكساد ، لم تقدم الحكومة أي تأمين ضد البطالة ، وبالتالي فإن الأشخاص الذين فقدوا وظائفهم أصبحوا فقراء بسهولة. عاش الأشخاص الذين فقدوا وظائفهم أو منازلهم في مدن الصفيح أو هوفرفيل. تم تصميم العديد من برامج New Deal لزيادة فرص العمل والحد من الفقر. ركزت الإدارة الفيدرالية للإغاثة في حالات الطوارئ بشكل خاص على خلق فرص عمل للتخفيف من حدة الفقر. كانت الوظائف أكثر تكلفة من المدفوعات النقدية المباشرة (تسمى "الإعانة") ، لكنها كانت أكثر فائدة نفسية للعاطلين عن العمل ، الذين يريدون أي نوع من الوظائف من أجل معنوياتهم.